# アイロゴス
株式会社アイロゴスは、デジタルコンテンツ配信を行う日本の企業。旧社名は、テレネット・ジェイアール株式会社。

## 概要
2000年2月に設立され、主にモバイルおよびPC向けのウェブサイト運営やコンテンツ制作を手がけている。
「アイロゴス（iLogos）」という社名には、社員一人ひとりが興味や関心（interest）を持ち、自由な発想（idea）を知性の言葉（Logos）で形にし、情報の言葉（Logos）で世界に伝えるという意味が込められている。また、これらの意味の背景には「愛」というテーマが根底にあり、すべての行動や結果が「愛（アイ）」という「言葉（ロゴス）」に結びつくことが理念とされている。

## 沿革
- 2000年（平成12年）2月、会社設立。
- 2002年（平成14年）9月
  - 社名をテレネット・ジェイアール株式会社に変更。
  - 本店所在地を東京都豊島区北大塚二丁目10番6号に変更。
  - 日本テレネットより「加納典明ワールド」の運営に関する営業の全部を譲り受ける。
- 2003年（平成15年）12月、本店所在地を東京都新宿区高田馬場三丁目23番1号に変更。
- 2005年（平成17年）2月、株主の移動に伴い、デジタルアドベンチャーの連結子会社となる。
- 2006年（平成18年）
  - 7月、本店所在地を東京都港区南青山二丁目５番17号に変更。
  - 9月、携帯公式サイト「GAMERSmobile」の運営開始。
- 2007年（平成19年）11月、EZweb公式サイト「アニメ&ゲームきせかえ」の運営開始。
- 2008年（平成20年）
  - 4月、EZweb公式サイト「ケータイアキバ書房」の運営開始。
  - 5月、社名を株式会社アイロゴスに変更。
- 2009年（平成21年）9月、本店所在地を東京都六本木7丁目18-18に変更。
- 2011年（平成23年）
  - 11月、親会社・デジタルアドベンチャーがグループ事業再編により、グラビア以外のデジタルコンテンツ配信事業をアイロゴスへ移管[2]。
  - 12月、本店所在地を東京都西新宿7丁目18-1に変更。
- 2013年（平成25年）5月、デジタルアドベンチャーが、アイロゴスとキントーンジャパンの全株式を売却[3]。
- 2014年（平成26年）7月、キントーンジャパンを吸収合併。

## 事業内容
- 携帯電話・スマートフォン向けサイトの運営
- PC向けサイトの開発・運営
- 動画コンテンツ制作・配信
- 企業IR支援 セミナー運営
- 犬・猫の撮影、写真の提供（法人向け）
- タレント撮影、写真の提供（法人向け）

## 主なサービス

### 株式情報配信
- 櫻井英明EIMEI.TV
- 投資のイロハ プレミアム
- 投資のイロハ
- 株式戦隊アガルンジャー

### コンテンツ配信
- Dr.コパの風水相談所
- 取り放題！わんにゃんLOVE
- アキバ戦隊4649
- アニメ＆ゲームきせかえandroidゲーマーズ
- デスクトップギャルコレクション - グラビアサイト
- 萌えろ俺の本棚 - 携帯グラビア写真集サイト

## 過去の主なサービス
- ゲーマーズモバイル
- 激闘！恐竜ハンター
- Meet! Dogs’n Cats
- アイドル☆一直線 - グラビアサイト
- BL貴腐人の本棚 - 携帯で読めるBL専門書店
- アキバ書房 書籍アプリ
- Yokoの聖花人占い
- お好み♪メニューチェンジャー - 着せ替えサイト
- グラ魂書房 - 携帯グラビア写真集サイト
- グラ魂きせかえ - スマホ専用きせかえサイト